# 辛普森家族
辛普森家族（英語：Simpson family）是美国动画情景喜剧《辛普森一家》中的一支虚构家族。辛普森核心家庭的成员包括霍默、玛琦、巴特、莉萨和玛吉。他们居住在春田镇的常青台街742号。

## 主要家庭成员
- 「父親」荷馬·辛普森
- 「母親」美枝·辛普森
- 「長男」霸子·辛普森
- 「長女」點子·辛普森
- 「次女」奶嘴妹

## 宠物
辛普森一家中养有两只宠物：一只是巴特与霍默在第一集“Simpsons Roasting on an Open Fire”中收养的名叫圣诞老人小助手的小狗，另一只是名叫雪球二世的黑猫。
另外，这一家人在剧中还曾经养过几种不同的鱼、海龟及仓鼠，这些动物大都没有名字，或者从未出现在主要的情节中；它们大都是被作为一次性笑料或小情节的细节出现。
辛普森一家还曾养过一下这些动物：
- Pinchy，一只龙虾，出现在“Lisa Gets an "A"”中[1]；
- Laddie，一只狗，出现在“The Canine Mutiny”中[2]；
- Mojo，一只猴子，出现在“Girly Edition”中[3]；
- Duncan，一匹马，出现在“Saddlesore Galactica”中[4]；
- Princess，一匹马，出现在“Lisa's Pony”中[5]；
- Stampy，一头大象，出现在“Bart Gets an Elephant”中[6]；
- Chirpy Boy and Bart Jr.，一只食鸟蜥蜴，出现在“Bart the Mother”中[7]；
- 圣诞老人小助手的25条小狗
- “She's the Fastest”中，25条小狗的母亲
- Strangles，一条蛇。在“Stop, Or My Dog Will Shoot!”一集中，圣诞老人小助手成为了一只警犬，巴特于是收养了这条蛇[8]。
- Plopper，一只出现在《辛普森一家大电影》中的猪，亦被霍默称作“蜘猪侠”或“哈利·猪特”[9]。这只猪还曾在其他的几集中出现过，包括一集万圣节特辑与一集片头动画的沙发噱头。

## 辛普森家族的主要成员

### 荷馬的父母
- 「荷馬之父」荷熊·辛普森
- 「荷馬之母」莫娜·辛普森

## 出现次數不多的家族成员

### 赫伯特·鲍威尔

赫伯特和霍默的第一次见面

赫伯特·“赫布”·鲍威尔（Herbert "Herb" Powell），由丹尼·德维托配音，是霍默·辛普森的同父异母哥哥。除开体重和头发外，他长得很像霍默。赫伯特首次出现在“Oh Brother, Where Art Thou?”中：在这一集裡，霍默发现自己有个从未谋面的哥哥（因为他的母亲在先前坚持向霍默隐藏这一秘密）。这个哥哥是霍默的父亲亚伯拉罕·辛普森的一场短暂恋情的产物。在赫伯特出生后，他被爱德华·鲍威尔和米莉拉妮·奥斯勒收养。他用打零工挣来的钱供自己上大学，然后在底特律市建立了鲍威尔汽车公司（Powell Motors）。赫伯特为得知自己的生身父亲而狂喜不已，他还与自己的侄子侄女建立了十分亲密的关系。而作为公司的CEO，他让霍默自行设计一辆轿车。但是，霍默的轿车让他遭受惨败，公司也因而倒闭。其后，赫伯特沦为了一名街头流浪者。
在“Brother Can You Spare Two Dimes?”一集中，赫伯特再次出现在动画里，并曾短暂地居住在辛普森一家中：尽管他当时仍然十分憎恶霍默。霍默将他得到的2,000美元奖金（实际上是伯恩斯对霍默受核辐射而导致不育的补偿金）借给了赫伯特；基于对玛吉·辛普森的观察，赫伯特用这笔钱发明了一种将婴儿语言翻译成英语的机器。他从而开始大规模地制造自己的新发明，并因而重新富有了起来。最后，他向辛普森一家的每位成员都赠送了礼物，并给霍默买了一台震动椅。
在第三季结束后，赫伯特便没有再次出现过。不过，在“The Heartbroke Kid”中，他的名字曾出现在霍默需要减肥的家族成员列表中。
赫伯特没有受到“辛普森基因”影响的原因并不为人知。在“Lisa the Simpson”中曾解释到，辛普森家族所有男性成员的Y染色体上都有一处基因，导致他们不能使用自己的智力。虽然理论上所有男性都会获得Y染色体，但赫伯特的个例也许证明了并不是所有男性成员都会获得这一基因。

### 阿比

荷馬与阿比在一起

出现在“The Regina Monologues”一集中的“阿比”·阿比盖尔（ "Abbie" Abigail）是荷馬·辛普森的同父异母姐姐。她看上去就像是一个女版的荷馬（或者是男扮女装的荷馬）；另外，尽管两人的行为举止十分相近，但阿比实际上是半个英格兰人。虽然阿比有着辛普森血统（除了她的外貌与个性外，阿比出生于荷熊·辛普森与她的母亲发生关系后的将近一年时），但她并没有得到这个家族的正式认可，亦从未明确地被叫作辛普森；剧中对观众进行了如此的强烈暗示，但仅此而已。

### 安贝·辛普森
在“Viva Ned Flanders”一集中，安贝（Amber）是霍默的前任“维加斯妻子”。霍默曾与内德·弗兰德一同前往拉斯维加斯共度周末，两人喝得酩酊大醉后分别与两个女人结婚。内德的维加斯妻子名叫金格·弗兰德（Ginger Flanders）。“Jazzy and the Pussycats”一集中曾透露安贝死在了过山车上。

### 辛普森医生

辛普森家族的女人们

辛普森医生（Dr. Simpson）是一名重症监护室的主治外科医生，首次出现在“Lisa the Simpson”中。在这一集裡，在向莉萨证明并不存在导致智力退化的基因缺陷时，霍默却发现辛普森家族中根本没有一位成功的男性。最后他只得求助于辛普森医生：医生将其归因于有缺陷的辛普森基因只存在于Y染色体。她后来还曾在“Catch 'em If You Can”中短暂出现过。

### 蒂龙叔叔
蒂龙叔叔（Uncle Tyrone）是辛普森家族中的一位愤世嫉俗的老年人；他居住在俄亥俄州的代顿市。根据他的年龄和外貌来判断，他很有可能是辛普森爷爷的兄弟。在“Catch 'em If You Can”一集中，辛普森一家人打算在他生日的那天去拜访他，但他自那以后便消失不见。而当辛普森一家人为他唱“生日快乐歌”时，他说了一句：“为什么我还不死？”

### 赛勒斯·辛普森
赛勒斯·辛普森（Cyrus Simpson）是亚伯拉罕·辛普森的哥哥。在第二次世界大战中，赛勒斯的飞机在一次日本神风特攻队的袭击中坠毁于塔希提岛。但他在这场事故中得以幸存，并在后来娶到了15名妻子。

### 其他亲戚

辛普森家族的男人们

- 阿瑟叔叔（Uncle Arthur）是巴特的一位叔叔，在“The Boy Who Knew Too Much”中提及[18]；
- 切特大叔（Great Uncle Chet），辛普森爷爷的兄弟，拥有一家不成功的捕虾公司；
- 远房表亲斯坦利（2nd cousin Stanley），他曾在飞机场射鸟；
- 在“Lisa the Simpson”一集中，当霍默努力向莉萨证明并不是所有辛普森家族的人都是失败者时，曾出现了一大批没有名字的辛普森家的亲戚。[12]有一部分的这些亲戚（包括辛普森医生与一位穿着灰色套服的女性）还在“Catch 'em If You Can”中出现在蒂龙叔叔的生日会里[16]；
- 鲍里斯大叔（Great Uncle Boris）：霍默曾提过他死于“Homer Loves Flanders”一集的结尾；

## 非正史

### 雨果·辛普森
在“Treehouse of Horror VII”一集中，巴特发现自己是在出生时被希伯特医生从连体婴上分离出来的。他的“邪恶兄弟”雨果生活在辛普森家的阁楼中，而且每周都会吃掉送去的一大桶鱼头。他还在进行着一场计划与巴特重新接为一体的外科手术实验，并已成功地创造出了“鸽鼠”这一品种。但是，在最后却发现巴特才是那个“邪恶兄弟”。这意味着一个悲剧性的结局，雨果也许可以真正长大并拥有正常的生活，但将他锁在阁楼上这一行为最终将他变成了一名暴虐的精神病患者。

## 脚注与参考文献
1. ↑  . . 1998年11月22日.
2. ↑  . . 1997年4月13日.
3. ↑  . . 1998年4月19日.
4. ↑  . . 2000年2月6日.
5. ↑  . . 1991年11月7日.
6. ↑  . . 1994年3月31日.
7. ↑  . . 1998年9月27日.
8. ↑  . . 2007年5月13日.
9. ↑  . 2007年7月26日. 缺少或|title=为空 (帮助)
10. ↑  . . 1991年2月21日.
11. ↑  . . 1992年8月27日.
12. 1 2 3  . . 1998年3月8日.
13. ↑  . . 2003年11月23日.
14. ↑  . . 1999年1月10日.
15. ↑  . . 2006年9月17日.
16. 1 2  . . 2004年4月25日.
17. ↑  原文为：“Why won't I die?”
18. ↑  . . 1994年5月5日.
19. ↑  . . 1996年10月27日.

- 辛普森档案中的页面：
  - Homer
  - Marge
  - Bart
  - Lisa
  - Maggie